# Artò
Artò è una frazione del comune di Madonna del Sasso situata a 607 m s.l.m. Prima di essere aggregata a tale comune il paese fu capoluogo di un comune autonomo.

## Geografia fisica

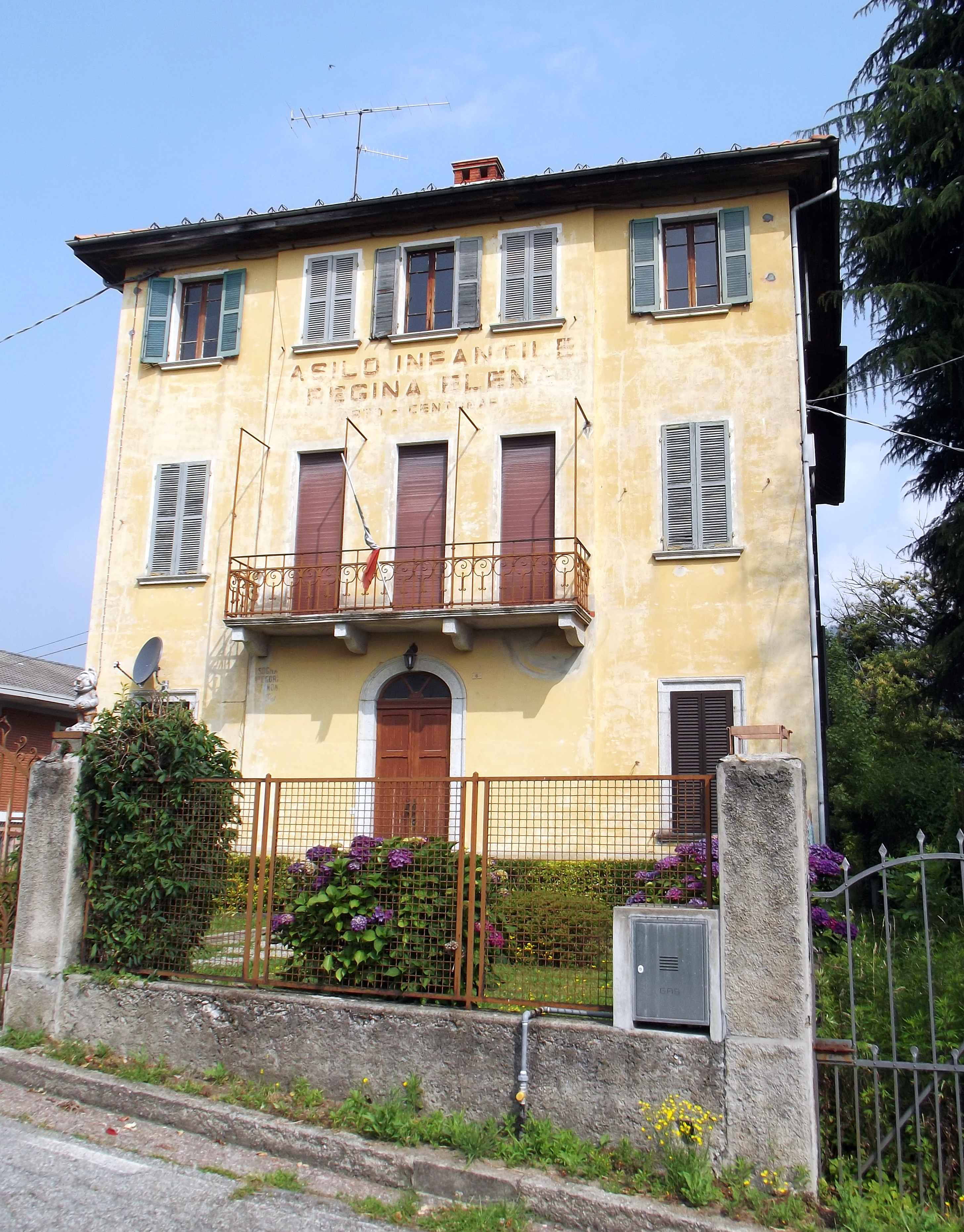
L'ex-asilo

Il paese di Artò è situato a mezza costa sulle pendici che dallo spartiacque tra la Valsesia e il bacino del lago d'Orta scendono verso questo specchio d'acqua. Il torrente Pellino lo separa dal vicino centro abitato di Arola.

## Origini del nome
Il toponimo Artò deriverebbe dal latino ar(c)tus “stretto”; una seconda ipotesi è quella che lo collegherebbe al termine celtico arto- “orso”. (cfr → Artogne e Artegna).

## Storia
Con il regio decreto nr. 174 del 29 gennaio 1928 i comuni di Artò e di Boleto furono fusi nel nuovo comune di Madonna del Sasso, il cui capoluogo venne collocato a Boleto. Molti degli abitanti erano contrari al provvedimento ed il malcontento sfociò in proteste popolari che si protrassero per vari mesi.
Il codice ISTAT del comune soppresso era 003812, il codice catastale (valido fino al 1983) era A450.

## Edifici di pregio

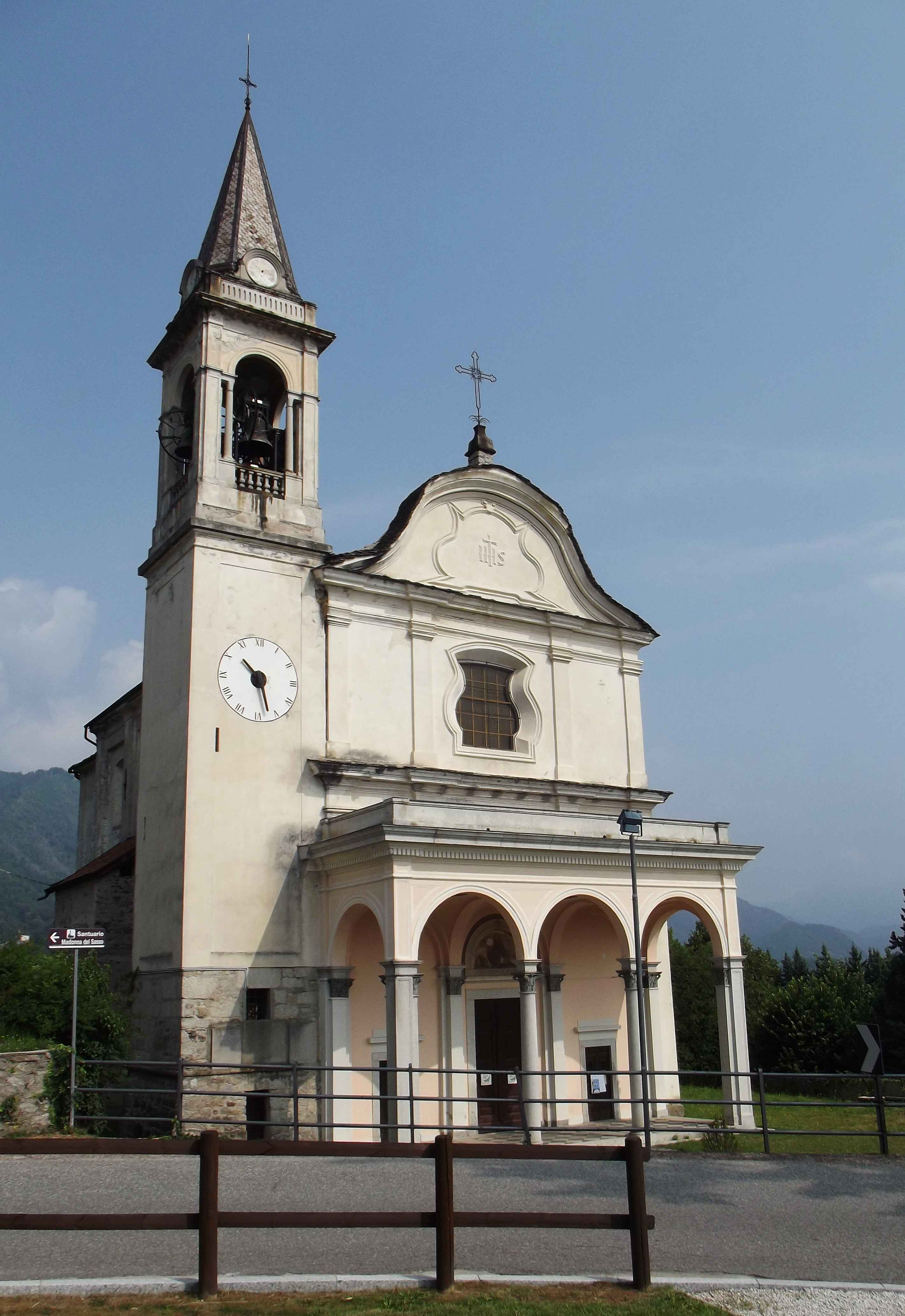
La chiesa parrocchiale

- Chiesa parrocchiale: intitolata a San Bernardino da Siena; fu iniziata alla fine del XV secolo e portata a termine in periodo barocco.
- Lavatoio pubblico: collocato nella piazza centrale del paese; sul muro del piccolo portico che lo contiene una lapide riporta il seguente brano del romanzo Alpinisti ciabattoni (Achille Giovanni Cagna, 1888): Passarono vicino alle fontane; un bell'arco di acqua viva precipitava gorgogliando nel trogolo colmo, riboccando e travasando in cascatelle e stillicidi argentei; in terra un guazzo viscido, che fra gli interstizi dei ciottoli lucenti rispecchiava il cielo. Gaudenzio volle bere una sorsata, ma quel mestolone di ferro arrugginito gli faceva ripunianza, e preferì il metodo più spiccio. Mise la mano sotto la bocchetta dell'acqua, e vi accostò le labbra; ma nell'incurvarsi, la mano si piegò, e giù nella manica un torrente di acqua gelida..
- Su una casa del centro del paese è visibile un dipinto del cinquecento della scuole di Gaudenzio Ferrari.

## Escursionismo
Alcuni sentieri permettono di raggiungere per boschi i centri abitati della bassa Valsesia nonché il vicino comune di Arola.